# The Boatman's Call
The Boatman's Call è un album di Nick Cave and the Bad Seeds pubblicato nel 1997 con l'etichetta Mute Records. La foto in copertina è stata scattata dal celebre fotografo Anton Corbijn. È stato registrato degli studi londinesi di Abbey Road nel luglio 1996. Il missaggio è firmato da Flood, produttore del disco insieme a Nick Cave ed i Bad Seeds.

## Contesto e produzione
La registrazione dell'album è iniziata presso i Sarm West Studios di Londra, Regno Unito, a metà del 1996, con "The Garden Duet", uno degli outtake dell'album, come prima canzone registrata. Sebbene la maggior parte di The Boatman's Call sia stata registrata presso i Sarm West, ulteriori registrazioni, tra cui sovraincisioni, sono state effettuate in seguito presso gli Abbey Road Studios.
Musicalmente, il tono dell'album è considerato cupo e minimalista e segna un'importante partenza per Cave e The Bad Seeds. Allontanandosi dagli arrangiamenti full-band e dalle narrazioni basate sui personaggi, la musica e i testi dell'album si spostano verso il suono più intimo della voce solista di Cave accompagnata dal pianoforte o da pochi altri strumenti. Anche il tempo è generalmente lento, riflettendo molti degli stati d'animo delle canzoni. Molti dei testi sembrano riflettere sulle relazioni personali e sui desideri spirituali di Cave al momento della scrittura. Si pensa che alcune canzoni siano dirette alla madre del figlio maggiore di Cave, Luke, Viviane Carneiro (in "Where Do We Go Now But Nowhere?") o alla cantante PJ Harvey, con cui ebbe una breve relazione in quel periodo (come accennato in "West Country Girl", "Black Hair" e "Green Eyes"). "Green Eyes" include un verso di "Sonnet 18", di Louise Labé (Kiss me, rekiss me, & kiss me again). Cave cantò "Into My Arms" al funerale del 1997 del cantante degli INXS Michael Hutchence, un vecchio amico di gioventù di Cave, e chiese che le telecamere della TV venissero spente per la sua esibizione in segno di rispetto per Hutchence. La canzone "People Ain't No Good" è stata anche inserita nel film Shrek 2. La canzone "There Is A Kingdom" è stata inserita nel film Zack Snyder's Justice League. Nell'ottobre 2010, l'album è stato inserito nella top 30 del libro, 100 Best Australian Albums.

## Accoglienza della critica
The Boatman's Call ha ricevuto un plauso quasi unanime dalla critica al momento della sua uscita, con molti recensori che lo hanno citato come l'album più toccante di Cave. Scrivendo su NME, James Oldham ha concluso che l'album è "uno sguardo crudo a tutto ciò che ha passato, raccontato con cupa tristezza e umorismo arido", notando "i magnifici testi di Cave, crivellati di misantropia comica e umanità del New Gospel", e "i loro accompagnamenti crudamente belli". La rivista lo ha classificato come il 23° miglior album del 1997. L'album è stato anche incluso nel libro 1001 Albums You Must Hear Before You Die.

## Tracce
1. Into My Arms – 4:15
2. Lime Tree Arbour – 2:56
3. People Ain't No Good – 5:42
4. Brompton Oratory – 4:06
5. There Is a Kingdom – 4:52
6. (Are You) the One That I've Been Waiting For? – 4:05
7. Where Do We Go Now but Nowhere? – 5:46
8. West Country Girl – 2:45
9. Black Hair – 4:14
10. Idiot Prayer – 4:21
11. Far from Me – 5:33
12. Green Eyes – 3:32

## Formazione
- Nick Cave – voce, pianoforte, organo Hammond, tastiere, vibrafono
- Mick Harvey – chitarra acustica ed elettrica, organo Hammond, vibrafono
- Blixa Bargeld – chitarra
- Warren Ellis – violino, fisarmonica, piano
- Jim Sclavunos – melodica, batteria, percussioni
- Conway Savage – piano, tastiere
- Martyn P. Casey – basso
- Thomas Wydler – batteria, maracas